# Андрејин крст
Андрејин крст чине две линије исте дужине, укрштене у облику ћириличног слова Х и у ствари у основи представља грчки крст окренут за 45°. Назив је добио по апостолу Андреју Првозваном, који је разапет на таквом крсту. Представља распрострањен облик у хералдици и вексилологији. У саобраћају се користи као саобраћајни знак који најављује железничку пругу без рампе, те тражи посебну опрезност приликом преласка исте. Ако постоји више колосека онда се број крстова повећава на број колосека који постоје.